# Перрон, Давид
Дави́д Перро́н (фр. David Perron; род. 28 мая 1988 года, в Шербруке, Квебек, Канада) — канадский профессиональный хоккеист, выступающий за команду Национальной хоккейной лиги «Оттава Сенаторз». Обладатель Кубка Стэнли 2019.

## Игровая карьера
Перрон был выбран под общим 26-м номером на драфте НХЛ 2007 года командой «Сент-Луис Блюз». До этого в сезоне 2005–06 он играл в клубе Младшей лиги Квебека «Сен-Жером Пантерз», проведя 51 матч. Затем он провёл отличный сезон в Главной юниорской хоккейной лиге Квебека за «Льюистон Мэньякс», забив 39 голов и набрав 83 очка в 70 матчах. В том сезоне Давид помог «Мэньякс» приняли участие в Мемориальном кубке, выиграв Президентский кубок QMJHL.
2 октября 2007 года было подтверждено, что Перрон будет начинать сезон в составе «Блюз», после впечатляющего тренировочного лагеря. 3 ноября 2007 года Давид забил свой первый гол в НХЛ в матче против «Чикаго Блэкхокс». Он играл на протяжении всего сезона и 10 ноября 2009 года оформил свой первый хет-трик в матче против «Ванкувер Кэнакс».
Летом 2010 года Перрон подписал двухлетний контракт на сумму $4,3 млн. с «блюзменами». Он забил 5 голов в первых 10 матчах сезона 2010–11. Из-за травмы сезон 2011–12 для Давида получился укороченным, в 57 матчах он набрал 42 очка. 5 июля 2012 года Перрон подписал новый четырёхлетний контракт с «Сент-Луисом» на сумму $15,25 млн. 10 июля 2013 года Перрон и выбор в третьем раунде драфта 2015 года был обменян в «Эдмонтон Ойлерз» на Магнуса Пяяйарви, выбор во втором раунде драфта 2014 года («Сент-Луис» выбрал крайнего форварда Ивана Барбашёва под общим 33-м номером) и выбор в четвёртом раунде драфта 2015 года. В следующем сезоне «нефтяники» обменяли Давида в «Питтсбург Пингвинз» на пик в первом раунде драфта. После неудачного плей-офф в составе «пингвинов» в сезоне 2015-16 был обменян вместе с Адамом Кленденингом в «Анахайм Дакс» на Карла Хагелина. После окончания контракта вернулся в «Сент-Луис», подписав с клубом 2-летний контракт на $7 млн.
13 июля 2022 года подписал двухлетний контракт с «Детройтом» на 9,5 млн долларов США.
10 декабря 2022 года сыграл свой 1000-й матч в регулярных сезонах НХЛ. В сезоне 2022/23 набрал 56 очков (24+32) в 82 матчах.
26 ноября 2023 года забросил свою 300-ю шайбу в регулярных сезонах НХЛ.
1 июля 2024 года в качестве свободного агента подписал двухлетний контракт с «Оттавой Сенаторз» на сумму $8 млн.

## Статистика
| Легенда | Легенда                    | Легенда | Легенда                   | Легенда | Легенда    |
| ------- | -------------------------- | ------- | ------------------------- | ------- | ---------- |
| И       | Количество проведённых игр | Штр     | Штрафное время            | +/−     | Плюс-минус |
| Г       | Голы                       | П       | Голевые передачи          | О       | Очки       |
| -       | Статистика неизвестна      | —       | Статистика не учитывалась |         |            |